# Poteries (Strasbourg)
Pour le récipent, voir Poterie.
Les  Poteries (en allemand et en dialecte alsacien Töpferei) est un quartier résidentiel récent à l'ouest de Strasbourg.
Administrativement, il a été regroupé avec le quartier d'Hautepierre pour former l'ensemble Hautepierre - Poteries.[Passage à actualiser]

## Localisation
Le quartier des Poteries est délimité :
- au nord par l'autoroute A351 qui marque la séparation avec le quartier de Hautepierre ;
- à l'est par le quartier de Koenigshoffen ;
- au sud par le quartier du Hohberg (la partie ouest de Koenigshoffen) ;
- à l'ouest par la commune d'Eckbolsheim.

## Composition du quartier
Ce quartier de Strasbourg est composé d'un parc central, le Parc des Poteries, autour duquel s'articule l'ensemble des habitations constituées essentiellement d'immeubles résidentiels de 4 à 5 étages. Un faible pourcentage de maisons individuelles complète l'ensemble des logements. Outre l'habitat, le quartier est doté d'une zone commerciale appelée "Zone Commerciale des Poteries" (anciennement zone commerciale Hautepierre-Sud), ainsi qu'une zone d'activité économique nommée "la Zone des Forges" (anciennement les Forges de Strasbourg).

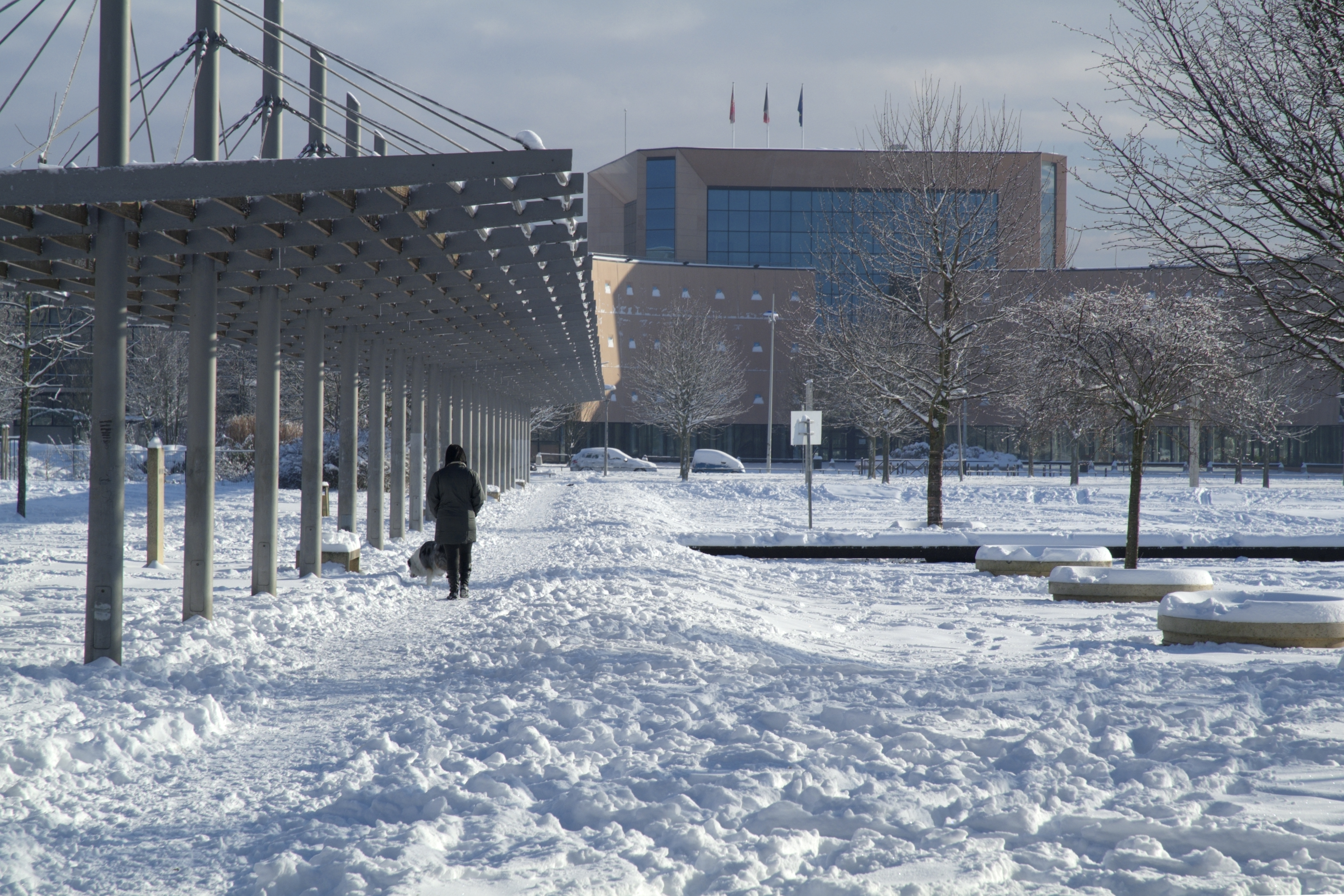
Parc des Poteries sous la neige avec le Lycée Marcel Rudloff en fond.

## Histoire
Lors de l'étude de projet du quartier de Hautepierre, au courant des années 1960, il était prévu d'étendre le quartier jusqu'au sud de l'autoroute A351. Le projet fut abandonné à la fin des années 1970. La zone commerciale "Hautepierre-Sud" vit cependant le jour ainsi que la rue Georges Bernanos, une rue privée constituée de maisons individuelles accolées dont la première tranche fut achevée en 1985. En 1989, ce fut au tour de la rue Romain-Rolland de voir le jour avec des habitations de même type.
Rapidement, la municipalité de Strasbourg décida d'étendre ces habitations avec un quartier résidentiel, destiné à des habitants propriétaires.
L'étude du projet fut confiée en 1993 à un urbaniste danois. À la demande de la Ville de Strasbourg, il proposa un thème sur lequel il conçut un parc public destiné à être le centre du quartier. Le thème retenu fut le travail de l'argile, en référence aux ateliers de fabrication de poteries et autres tuiles qui occupaient l'endroit à l'époque romaine. La Municipalité dut choisir entre "Parc des Tuileries" et "Parc des Poteries" parmi les appellations proposées par l'urbaniste. Le Jardin des Tuileries existant déjà à Paris, "Parc de Poteries" désigna finalement le parc, une fois terminé en 1995. Très vite, les habitants associèrent le nom du parc au quartier dans son ensemble. Sitôt terminé, le parc fut rapidement entouré d'immeubles, de rues et bordé sur son flanc est de l'avenue Mitterrand. De l'autre côté de l'avenue, dans l'axe du parc fut édifié le lycée Marcel Rudloff, aujourd'hui seul lycée des quartiers ouest de la capitale européenne.
La Ville de Strasbourg décida en 2008 de classer toute la zone en tant que quartier à part entière et lui attribua définitivement le nom de Quartier des Poteries. Depuis 2013 il est regroupé avec Hautepierre pour former le quartier administratif Hautepierre - Poteries.

## Futur du quartier

### Tram
Depuis le 30 novembre 2013, l’extension de la ligne D du Tramway de Strasbourg emprunte l'avenue François Mitterrand avec deux stations, Marcel Rudloff et Poteries, terminus provisoire de la ligne à l'extrémité de l'avenue. 

### Démographie
La population comptait en 2011 plus de 7500 habitants. Lorsque les derniers projets immobiliers seront achevés, environ 9 000 habitants résideront aux Poteries. 
Le Parc des Forges (dans la Zone des Forges), en plein développement, accueillera à terme 300 logements, portant ainsi la population des Poteries à 10 000 habitants environ.